# Chris Klein (futbolista)
Chris Klein (Saint Louis, Misuri, 4 de enero de 1976) es un exfutbolista estadounidense que jugaba como mediocampista derecho.

## Selección nacional
Fue miembro de la selección estadounidense de fútbol entre 2000 a 2006. Disputó 23 partidos y anotó 5 goles. Fue parte del combinado estadounidense en la Copa FIFA Confederaciones 2003.

## Clubes
| Club                | País           | Año         |
| ------------------- | -------------- | ----------- |
| Kansas City Wizards | Estados Unidos | 1998 - 2005 |
| Real Salt Lake      | Estados Unidos | 2006 - 2007 |
| Los Angeles Galaxy  | Estados Unidos | 2007 - 2010 |